# Deuxième République (Togo)
1963 – 1979 
(16 ans, 7 mois et 25 jours)
Entités précédentes :
- Première République

Entités suivantes :
- Troisième République

La Deuxième République togolaise débute le 5 mai 1963, marquée par un coup d'État militaire, le premier en Afrique post-indépendance. Le président Sylvanus Olympio, élu en 1961, est assassiné le 13 janvier 1963. Ce coup d'État est motivé par des tensions sociales et politiques, notamment le refus de l'intégration d'anciens soldats togolais de l'armée française dans les forces nationales. Nicolas Grunitzky, ancien adversaire politique d'Olympio, est désigné président sous une nouvelle constitution adoptée par référendum le 5 mai 1963, instaurant un régime présidentiel.

## Origines et contexte historique

### La transition constitutionnelle
Le 5 mai 1963, un référendum constitutionnel a été organisé pour légitimer un nouveau cadre institutionnel. Cette révision a instauré un régime présidentiel renforcé, avec un mandat limité à deux termes de cinq ans. Plus de 98 % des votants ont approuvé la réforme, consolidant ainsi le début de la Deuxième République.

### Nicolas Grunitzky au pouvoir
Nicolas Grunitzky, un politicien modéré, a été choisi pour diriger le pays. Son arrivée a marqué une tentative d’apaisement entre les différentes factions ethniques et politiques. Cependant, son mandat a été marqué par une instabilité chronique, avec des défis économiques et sociaux persistants.

## Le régime de Grunitzky (1963-1967)

### Les défis économiques et sociaux
Sous Grunitzky, le Togo a tenté de relancer son économie, mais des tensions ont persisté entre les élites politiques. Les projets de modernisation ont peiné à compenser les rivalités ethniques et régionales. Le pays a également été confronté à des défis en matière d'infrastructures et de développement rural, limitant ainsi les progrès économiques.

### Les tensions politiques croissantes
Le gouvernement de Grunitzky a fait face à des critiques pour son incapacité à instaurer une stabilité durable. En 1967, il a été renversé par un autre coup d’État dirigé par le lieutenant-colonel Gnassingbé Eyadéma,.

## Le régime d’Eyadéma (1967-1979)

### La prise de pouvoir
Après le coup d’État de 1967, le lieutenant-colonel Gnassingbé Eyadéma a pris le pouvoir, marquant le début d’une longue période d’autoritarisme. Ce coup d’État a mis fin au régime civil qui avait succédé à l'assassinat de Sylvanus Olympio en 1963. Eyadéma a instauré un régime militaire en abolissant les institutions démocratiques. En 1969, il fonde le Rassemblement du Peuple Togolais (RPT), établissant un parti unique qui devient le principal outil de sa domination politique. Ce parti est présenté comme un moyen d’unification nationale, mais il est en réalité utilisé pour neutraliser l’opposition politique et concentrer le pouvoir autour de sa personne. Eyadéma justifie cette centralisation par la nécessité de prévenir les divisions ethniques et les instabilités politiques.

### Réformes politiques et centralisation
Au cours des années 1970, Gnassingbé Eyadéma met en œuvre des réformes politiques visant à renforcer son autorité. La constitution de 1972 lui accorde des pouvoirs élargis, notamment un contrôle direct sur les institutions exécutives, législatives et judiciaires. Cette réforme est accompagnée de discours mettant en avant la nécessité de stabilité pour assurer le développement économique. Le régime cultive également le culte de la personnalité d’Eyadéma, qui se présente comme le « Père de la Nation ». Les institutions sont centralisées autour du président, et les gouverneurs locaux sont directement nommés par le pouvoir central. Cette concentration des pouvoirs réduit considérablement les libertés publiques, mais elle est soutenue par une propagande efficace et un contrôle strict des médias d’État.

### Politique étrangère et alliances
Sur la scène internationale, Eyadéma adopte une politique pragmatique visant à sécuriser son régime tout en assurant des appuis financiers et militaires. La France devient un allié clé, grâce aux accords de coopération bilatérale signés dans le cadre de la Françafrique. En échange de son soutien, le Togo bénéficie d’une assistance économique et militaire, mais cette relation est critiquée pour son manque de transparence et ses implications néocoloniales. Parallèlement, Eyadéma maintient des relations diplomatiques avec d'autres puissances occidentales et des organisations internationales, tout en soutenant des initiatives panafricaines dans un cadre non contraignant. Malgré cette dépendance vis-à-vis de la France, le régime d’Eyadéma cherche également à diversifier ses alliances, notamment avec des pays d’Europe de l’Est et des nations non alignées.

## Bilan et héritage

### Avancées et limites économiques
Pendant la Deuxième République togolaise, le pays a réalisé d'importants investissements dans les infrastructures, notamment dans les domaines portuaire et routier. Par exemple, la construction d'entrepôts au port autonome de Lomé entre 1979 et 1980 visait à renforcer le rôle du Togo comme carrefour commercial pour ses voisins. Cependant, ces efforts ont été gravement entravés par une mauvaise gouvernance et une centralisation excessive du pouvoir, limitant ainsi l'impact de ces initiatives.

### Contestations et mécontentements
Malgré les discours officiels prônant la modernisation, le régime de Gnassingbé Eyadéma s'est caractérisé par une répression systématique des opposants politiques. Cette période a également été marquée par un système de gouvernance où l'appartenance ethnique et la loyauté envers Eyadéma jouaient un rôle central dans l'administration, particulièrement au sein des forces armées. Les membres de son groupe ethnique, les Kabyés, étaient souvent favorisés,.

### Transition vers une nouvelle ère
La Deuxième République prend fin en 1979 avec l’organisation d’un référendum constitutionnel. Ce référendum a permis à Gnassingbé Eyadéma de consolider davantage son autorité, en instaurant un cadre légal qui a prolongé son règne et marqué durablement le paysage politique togolais.